# Домброва (гміна Куслін)
Домброва (пол. Dąbrowa) — село в Польщі, у гміні Куслін Новотомиського повіту Великопольського воєводства.
Населення — 210 осіб (2011).
У 1975-1998 роках село належало до Познанського воєводства.

## Демографія
Демографічна структура станом на 31 березня 2011 року:
|          | Загалом | Допрацездатний вік | Працездатний вік | Постпрацездатний вік |
| -------- | ------- | ------------------ | ---------------- | -------------------- |
| Чоловіки | 105     | 25                 | 75               | 5                    |
| Жінки    | 105     | 30                 | 55               | 20                   |
| Разом    | 210     | 55                 | 130              | 25                   |